# جک استرا (فیلم ۱۹۲۰)
جک استرا (انگلیسی: Jack Straw) یک فیلم به کارگردانی ویلیام سی. دومیل است که در سال ۱۹۲۰ منتشر شد. از بازیگران آن می‌توان به رابرت وارویک اشاره کرد.